# Via Matteo Palmieri
Via Matteo Palmieri è una strada del centro storico di Firenze, che va da via Ghibellina (angolo via Isola delle Stinche) a piazza San Pier Maggiore. Lungo il tracciato incontra via dei Pandolfini.

## Storia
Nella pianta delineata nel 1731 da Ferdinando Ruggieri è individuata (assieme al primo tratto di borgo degli Albizi verso l'attuale piazza Gaetano Salvemini) sotto la denominazione di "Mercatino di San Pietro" (per l'effettiva presenza di questo mercato in questa zona), da cui il nome di via del Mercatino ancora registrato nello Stradario storico amministrativo del Comune di Firenze del 1913 a comprendere il più ampio tratto da via Torta a piazza di San Pier Maggiore.
Precedentemente sono attestate le titolazioni di via de' Niccolini da via Ghibellina e via de' Pandolfini e di via Torcicoda per il tratto seguente. L'attuale (deliberata dal Commissario Prefettizio nel dicembre del 1913) ricorda Matteo Palmieri, letterato, uomo politico e speziale (1406-1475), in ragione del fatto che la sua spezieria si trovava nei pressi del canto alle Rondini (tra via Pietrapiana e via Giuseppe Verdi), scomparso nel risanamento del quartiere di Santa Croce e vicino alla zona absidale della distrutta chiesa di San Pier Maggiore.

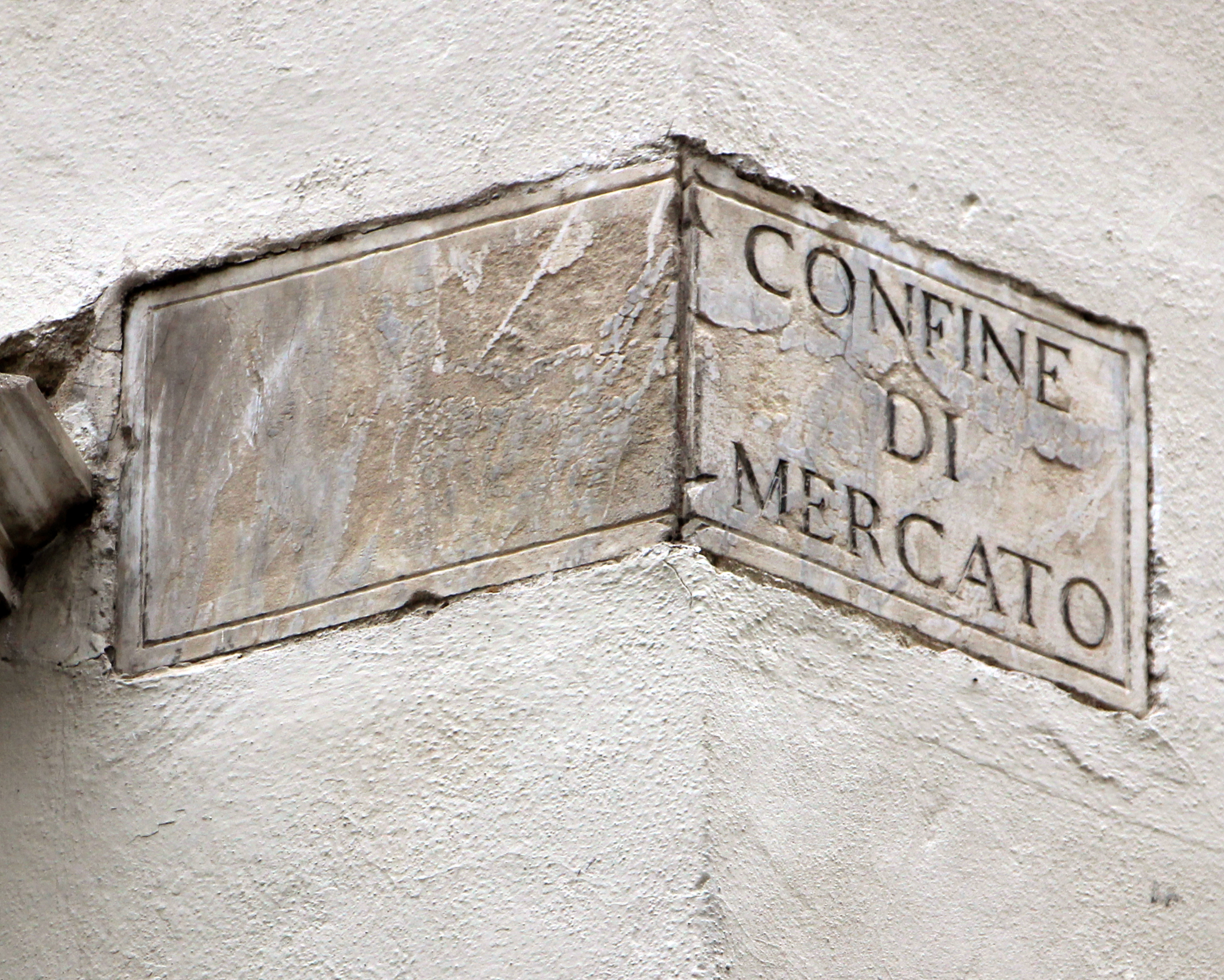
Lapide del "confine di mercato"
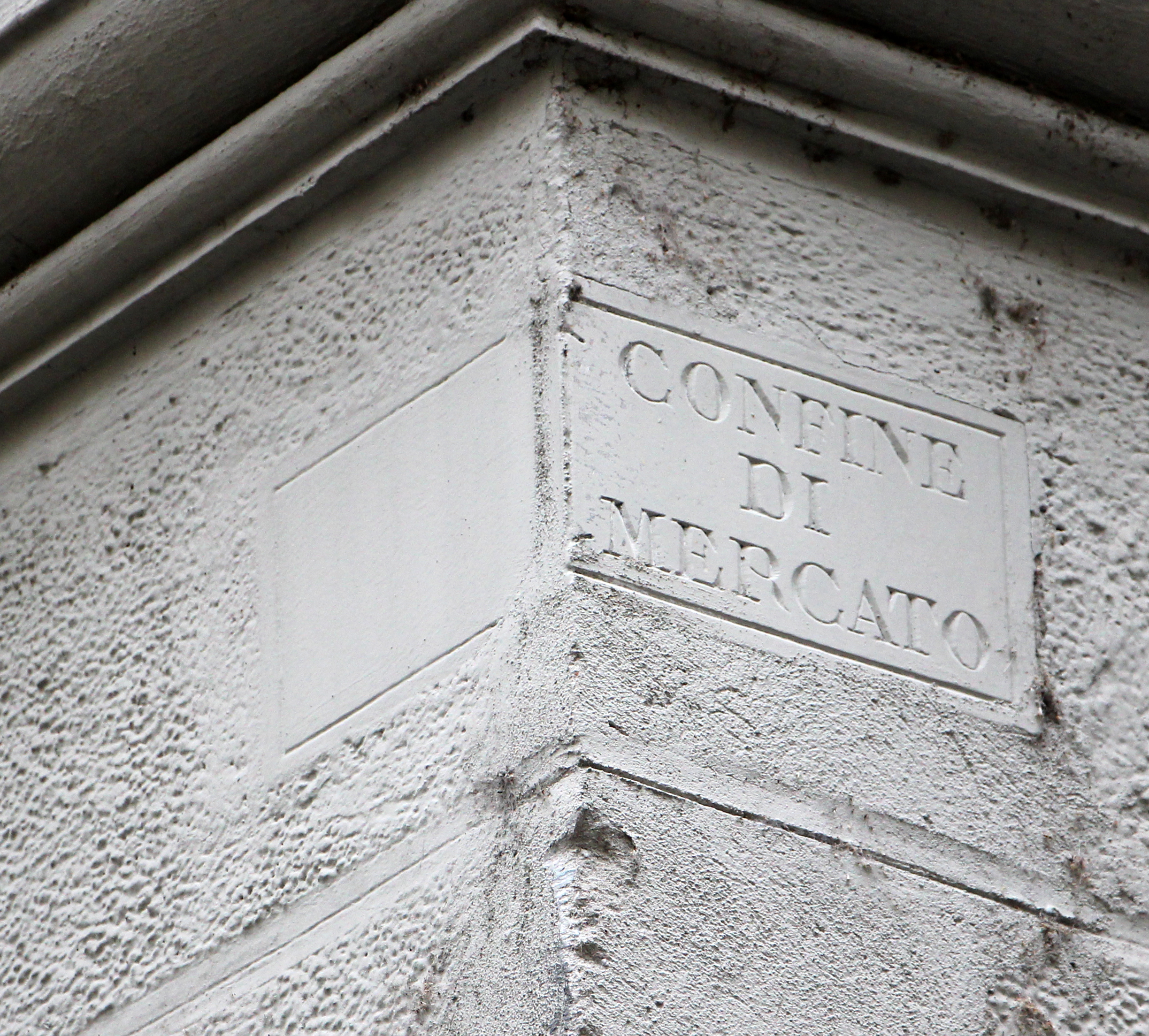
Lapide del "confine di mercato"

## Descrizione

### Edifici
| Immagine | N°      | Nome                          | Descrizione |
| -------- | ------- | ----------------------------- | --- |
|          | 1r-3r   | Casa Niccolini                | L'edificio, ridotto nell'Ottocento con il consueto intervento nobilitante a parare il piano terreno con bozze di pietra artificiale, costituisce la cantonata con via Ghibellina 104 e su questa ha l'ingresso. Sul canto è un tassello di marmo che segna il confine di Mercato. Sul fianco che guarda a via Matteo Palmieri sono due scudi qui trasferiti da altre case (è evidente la collocazione decisamente impropria) che fanno riferimento a due famiglie del quartiere di Santa Croce, gonfalone Ruote, quella dei Miniati di Dino (alla banda accompagnata in capo da una stella a otto punte, e in punta da un crescente montante) e dei Lottini (al leone, tenente con le branche anteriori un ramoscello). |
|          | 1       | Casa Niccolini                | Il modesto edificio è segnalato nel repertorio dei palazzi del quartiere di San Giovanni promosso dal Comitato per l'estetica cittadina, come "piccola casetta ridotta a carattere moderno, che conserva cornici di ricorso del XIV secolo. Fu una delle molte case dei Niccolini in questa strada che, un tempo da loro s'intitolava. Più tardi passò in proprietà della famiglia Risaliti". |
|          | 2r-10r  | Palazzo Salviati Quaratesi    | La grande fabbrica determina l'angolo con via Ghibellina e si propone, con il grande fronte su via Ghibellina, come costituita da due corpi ben differenziati. Il più antico è l'imponente edificio posto d'angolo, di origine trecentesca, come dichiara il severo paramento in pietra forte, seppure variamente ampliato e trasformato nei secoli XVI e XVII. Su questo ricorrono più volte gli scudi con l'arme della famiglia Salviati, antica proprietaria. Nel Seicento fu prima dei Franceschi (dal 1648), quindi degli Strozzi (dal 1662). Questi ampliarono la proprietà sempre sul fronte di via Ghibellina, determinando la porzione dove ora è il monumentale portone d'accesso all'intero edificio, incorniciato da bugne rilevate e coronato dall'arme della famiglia. La proprietà passò poi nell'Ottocento ai Quaratesi. |
|          | 3       | Casa Niccolini                | Così Marcello Jacorossi in Palazzi 1972: "Ridotta ad aspetto moderno ed insignificante. Come tutte le case di questo tratto di strada fu proprietà della famiglia Niccolini. Sopra la porta è una cartella barocca con le iniziali C.V.M. e il n. 20 (forse dell'Opera dei Catecumeni)". La cartella è ancora leggibile, anche se con una certa difficoltà, ed è in realtà un pietrino del distrutto monastero della Santissima Concezione in via Alfani (CVM sta per "Concezione Vergine Maria"). |
|          | 5       | Casa Niccolini                | Si tratta di una casa di quattro piani organizzati su tre assi, "ridotta a carattere moderno. Sotto il ricorso del primo piano è una mensola di buca di ponte in pietra forte che dimostra l'antichità del fabbricato. In antico fu degli Aldobrandi, poi del Niccolini e successivamente passò ai Dini di Battista". Varie piante presenti nell'Archivio storico del Comune di Firenze ne documentano la proprietà da parte dello stesso comune. |
|          | 12r-14r | Casa Salviati                 | Si tratta di un edificio organizzato su due assi per tre piani di notevole altezza. Così Marcello Jacorossi in Palazzi 1972: "Ha una porta centinata con pietrami di macigno con bozze a modinatura. Sopra l'arco è una piccola finestra barocca. Era una delle molte case dei Salviati, passata poi in proprietà dei Covoni, poi dei Barsi e degli Strozzi, quando questi ebbero il possesso dell'antico palagio annesso, che un tempo apparteneva ai Salviati". A conferma dell'antica proprietà, all'estremità sinistra del primo piano, è un piccolo scudo con l'arme della famiglia Strozzi (d'oro alla fascia di rosso caricata di tre crescenti volti in banda d'argento). |
|          | 9       | Palazzetto dei Medici         | Il palazzo sorge su proprietà attestate nel Medioevo come dei Donati, passate agli Amadori (1555), ai Finali (1595) e quindi, nel 1659, portate in dote da Diadora di Cosimo Finali al marito, Francesco Maria de' Medici, appartenente a un ramo secondario del casato fiorentino dal quale ha assunto la denominazione ancora corrente. Nell'insieme mostra un disegno contenuto ed equilibrato, ancora nel solco della tradizione quattrocentesca, sebbene databile al Cinquecento. Al piano inferiore resta solo una finestra originale (le altre sono state trasformate in botteghe), ma al piano superiore è ancora ben conservato. Sul bel portone è una nicchia con il busto in marmo di Ferdinando I de' Medici, accompagnato da iscrizioni e datato 1602. |
|          | 4       | Canonica di San Pier Maggiore | L'edificio, a due piani, posto d'angolo con piazza San Pier Maggiore, è identificabile con quella che era la canonica della vicina chiesa di San Pier Maggiore, o comunque con un edificio da questa dipendente, come è dichiarato dal grande e ricco scudo che si staglia sul suo prospetto principale, con cartocci, pendenti e una testa di un cherubino, recante l'insegna del monastero sotto forma di due chiavi decussate. Per quanto riguarda l'edificio, pur nella sua semplicità, questo si distingue per una certa attenzione nella lavorazioni delle cornici in pietra delle finestre e, soprattutto, per essere al terreno occupato quasi interamente da una grande sala voltata, oggi utilizzata da una trattoria e aperta sia dal lato della piazza sia da quello dello strada. Nell'incisione di Giuseppe Zocchi del 1744 si vede come vi fosse un grande finestrone vetrato subito sotto lo scudo prima descritto, funzionale a dare luce alla sala, e come questa fosse ovviamente del tutto interna all'edificio. Dal lato di via Matteo Palmieri, dove al piano superiore sono due finestre, è un tabernacolo novecentesco, che accoglie un bassorilievo in terracotta con la Madonna e il Bambino. |
|          | 35r     | Torre di Corso Donato         | Già dei Corbizi e quindi dei Donati, la torre è nota e segnalata nella letteratura per essere stata nel 1308 luogo dell'ultimo tentativo di resistenza di Corso Donati contro i guastatori della Signoria, inviati a furor di popolo contro l'anziano capo dei Guelfi Neri, sospettato di volersi fare Signore della città con l'aiuto di Uguccione della Faggiola. Ancora dei Donati nel 1427, la torre seguì successivamente le proprietà del vicino palazzetto Medici e a questo annessa, passando agli Amadori, ai Finali e, nel 1688, alla famiglia de' Medici, mantenendosi nella sua discendenza fino al 1798. Sul basso edificio che affianca la torre dal lato della piazza è un bando dei Capitani di Parte del 1639, che ingiunge "che nessuno ortolano o altri possa star a vendere robbe di sorte alcuna su la piazza di S. Pier Maggiore cominciando dal luogo dove sarà affissa la presente proibizione". |

### Lapidi
All'imbocco della strada, sotto  una tettoia presso la torre di Corso Donati, si trova una lapide dei Capitani di Parte, dove si davano alcune disposizioni sul mercato che si teneva in queste strade, vietando di stare davanti alla chiesa di San Pier Maggiore:
| LI MTI:ILLRI:SSRI:CAPITANI DI PARTE DELLA CITTA DI FIRENZE PER ORNAMENTO DELLA CITTA E REVERENA DEL CVLTO DIVINO PROIBISCONO CHE NES SVNO ORTOLANO, O ALTRI POSSA STAR A VENDERE ROBBE DI SORTE ALCVNA SV LA PIAZZA DI · S · PIER MAGGRE · COMINCIANDO DAL LVOGO DOVE SARA AFFISSA LA PRESENTE PROIBIZIONE SOTTO PENA D'VNO SCVDO, E DELLA CATTVRA, E TUTO: DATOSI NELLA PARTE A DI XX DI GIUGNO MDCXXXIX · |

### Tabernacoli

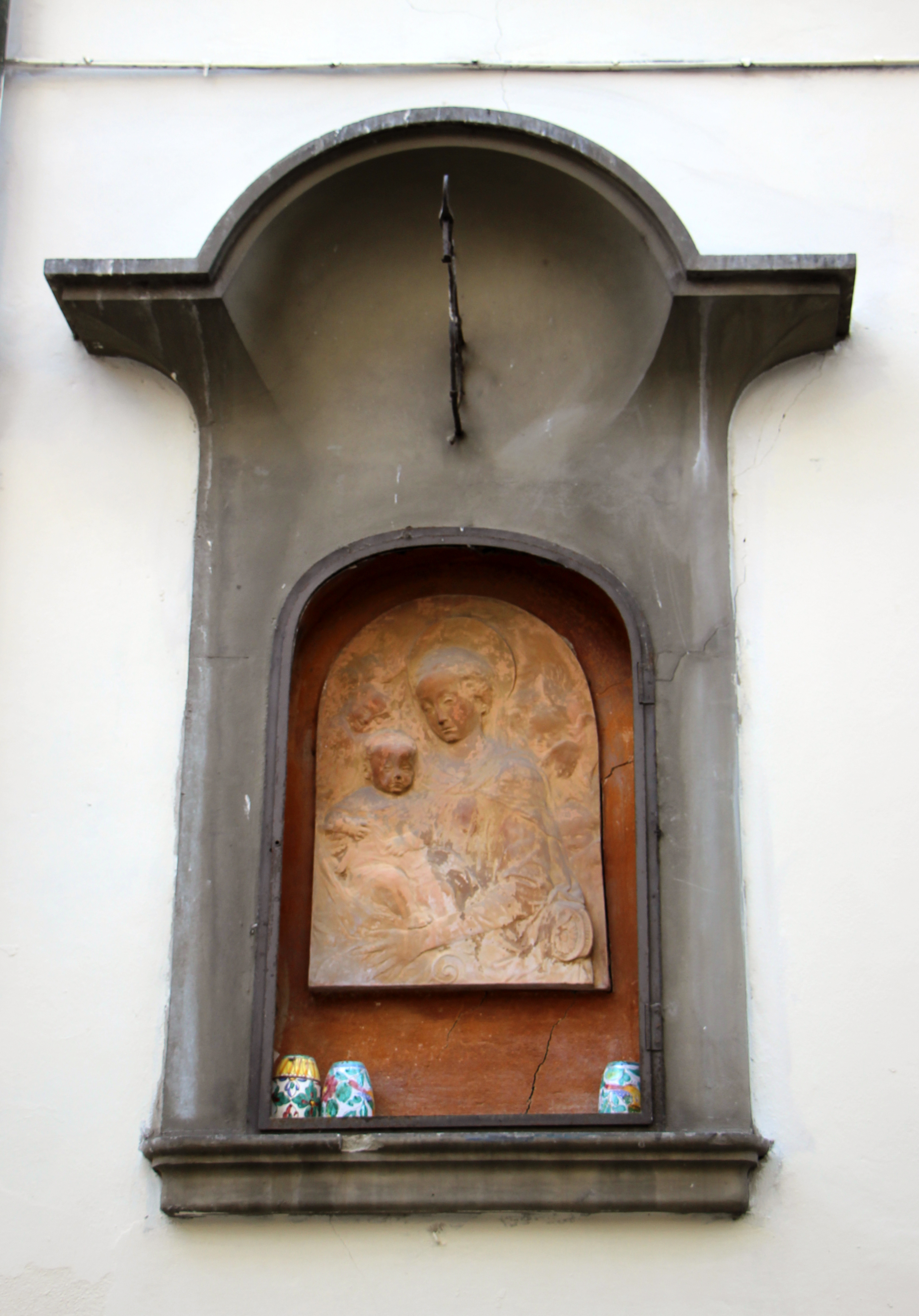
Il tabernacolo

Al n. 4 si trova un tabernacolo ricostruito nel Dopoguerra in una nicchia con lo stipite originale. All'interno contiene una copia in terracotta di una Madonna col Bambino di Antonio Rossellino.